# Marie Durand
Pour les articles homonymes, voir Durand.
Marie Durand, née le 15 juillet 1711 et morte en juillet 1776 au Bouschet-de-Pranles (Ardèche), est une personnalité protestante. Elle est emprisonnée à la tour de Constance (Aigues-Mortes) en raison de sa foi protestante, de 1730 à 1768.

## Biographie
Elle est la fille d'Étienne Durand, greffier consulaire, et de Claudine Gamonet. Sa famille a dû adopter la religion catholique, mais elle conserve sa foi réformée et leurs enfants ont reçu une éducation religieuse protestante. Le frère de Marie, Pierre Durand (1700-1732) est « pasteur au désert », après des études de théologie à Genève.

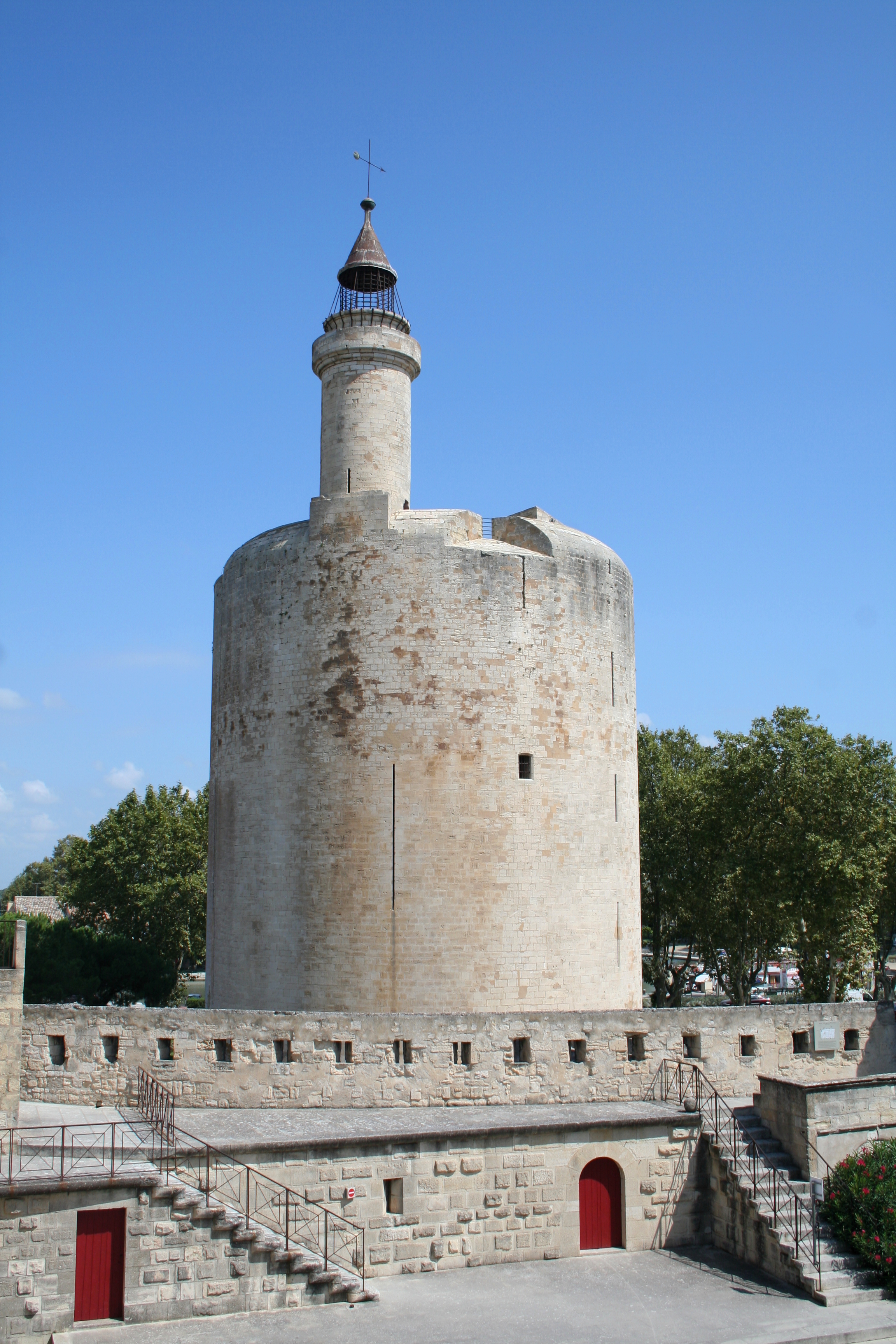
La tour de Constance.

Marie Durand est arrêtée après avoir reçu une assemblée interdite dans sa maison.
Pierre Durand est poursuivi à ce titre par l'intendant de Bernage ; ce dernier, ne parvenant pas à s'en saisir, arrête Étienne Durand et Marie Durand, en 1730. Marie Durand est emprisonnée à la tour de Constance, à Aigues-Mortes. Étienne Durand est quant à lui emprisonné en 1729 au fort de Brescou, comme l'époux de Marie, Matthieu Serre.
Pierre Durand est emprisonné à son tour : âgé de trente ans, il est pendu le 22 avril 1732 sur l'Esplanade de Montpellier.

### La captivité
La captivité de Marie Durand dure 38 ans. Elle est enfermée avec une vingtaine d'autres femmes de tous âges et de toutes conditions, elle vit dans la pauvreté, le froid, la promiscuité. « L’inscription “RESISTER” gravée sur la margelle du puits de la prison, est attribuée sans vraie certitude » à Marie, mais est un symbole de l'attitude de Marie Durand qui, tout au long de sa captivité, refuse d'abjurer sa foi, encourage ses compagnes de captivité et écrit de nombreuses lettres, suppliques ou remerciements, à ceux qui envoyaient des secours, notamment au pasteur nîmois Paul Rabaut chargé de s'occuper des prisonnières et à sa nièce, Anne, fille de Pierre Durand, elle-même réfugiée à Genève.

### La fin de captivité
En janvier 1767, le prince de Beauvau, gouverneur du Languedoc, visite la tour après que M. de Canetta, lieutenant du roi à Aigues-Mortes, l'y a invité. Il est révolté par le sort des femmes encore emprisonnées et les fait libérer. Un ministre de Louis XV tentant de s'y opposer, Beauvau met sa démission dans la balance. Quatorze femmes sont libérées, dont Marie Robert, qui avait été enfermée durant 41 ans. Marie Durand est libérée le 14 avril 1768. Les deux dernières prisonnières sont libérées le 26 décembre 1768.
Marie Durand meurt dans sa maison natale au Bouschet-de-Pranles au début juillet 1776, prématurément vieillie par la captivité.

## Postérité
D'origine vivaroise et protestante, Boissy d'Anglas avait conservé en 1819 le souvenir de Marie Durand, qu'il avait visitée dans son enfance. Vers 1880, Daniel Benoît, premier biographe de Marie Durand, constatait au Bouschet de Pranles l'oubli complet de la prisonnière et de sa  « famille de confesseurs et de martyrs ». Les hommages se sont multipliés depuis le XXe siècle.
- La maison familiale des Durand est léguée en 1931 à la Société de l'histoire du protestantisme français, qui y établit en 1932 le musée du Vivarais protestant[2]. La maison est classée monument historique en 1969.
- En 1962, le poète et médecin Paul Goy publie dans son ouvrage Etapes, Sonnets et Poèmes, un portrait imaginaire à la sanguine de Marie Durand qu'il a réalisé. Il indique : « La présente figure évoque Marie DURAND après sa libération, lorsque revenue au Bouchet-de-Pranles, obscure mais pure triomphatrice, elle se remémore le passé douloureux dans un présent lourd encore de tristesse et d'insécurité pour les protestants français ». Il la cite dans le poème Résistance, dédié « Aux maquisards du Pays crestois ».
- La paroisse réformée d'Amnéville (Moselle) a donné le nom de Marie Durand à sa petite salle de réunion. Depuis 2013, la paroisse de l'Église protestante unie de France de Courbevoie (Hauts-de-Seine) a fait de même.
- Le pasteur Jean-Jacques Delorme a composé une chanson en hommage à Pierre et Marie Durand, intitulée Au fin fond du Vivarais, enregistrée sur CD en 2000.
- Le lycée agricole de Nîmes-Rodilhan porte le nom de Marie Durand depuis 2006.
- L'école nîmoise, d'inspiration protestante, fondée en 1844 comme pensionnat pour demoiselles géré par un pasteur et son épouse, porte son nom.
- L'une des nouvelles cloches du clocher du temple protestant d'Alès, installée en 2000, est baptisée Marie Durand en son honneur[3].
- L'école de l'ancienne ville huguenote de Bad Karlshafen en Hesse (Allemagne) est dénommée Marie Durand[4].